# Suhača (Novi Grad)
Suhača (szerbül: Сухача), muszlim falu Bosznia-Hercegovinában, Bosanska krajina területén, Novi Grad községben, a Szerb Köztársaságban. 

## Fekvése
Bosznia-Hercegovina nyugati részén, Banja Lukától légvonalban 63, közúton 86 km-re északnyugatra, községközpontjától légvonalban 8, közúton 16 km-re délkeletre, a Japra partján, 130 – 300 méteres tengerszint feletti magasságban fekszik. A Japra mellett legjelentősebb vizei a Velika és Mala Suhačica, a Velića és Zecev-patakok.

## Népessége
| Nemzetiségi csoport | Népesség 1991 | Népesség 2013 |
| ------------------- | ------------- | ------------- |
| Szerb               | 5             | 6             |
| Bosnyák             | 1080          | 722           |
| Horvát              | 0             | 0             |
| Jugoszláv           | 1             | 0             |
| Egyéb               | 1             | 2             |
| Összesen            | 1087          | 730           |

## Története
A térség 1537-ben Blagaj várának elestével került török kézre. A település 1878-ig tartozott az Oszmán Birodalomhoz, ekkor a berlini kongresszus határozata alapján az Osztrák-Magyar Monarchia része lett. 1879-ben az első osztrák-magyar népszámlálás során Novi község részeként a faluban 61 háztartást és 415 muszlim lakost számláltak. 1910-ben Novi község részeként a faluban 112 házat, 493 muszlim és 15 ortodox szerb lakost találtak..A monarchia szétesésével 1918-ben előbb a Szerb-Horvát-Szlovén Királyság, majd 1929-től a Jugoszláv Királyság része. 1921-ben a falunak 101 háza és 542 lakosa volt. Jugoszlávia megszállása után a falu a Független Horvát Állam (NDH) része lett. 1945-től a település a szocialista Jugoszlávia része volt. 
A Bosznia-Hercegovinában zajló polgárháború idején a település a Boszniai Szerb Köztársaság része volt. A boszniai szerb erők 1992 májusában kezdték ágyúzni a Japra völgyében fekvő muszlim falvakat, köztük Suhačát, majd lakóit felszólították, hogy adják át fegyvereiket. 1992. június 9-én a szerbek bevonultak a falvakba, a muszlim lakosságot pedig menekülésre kényszerítették. Kifelé menet mindent elvettek a boszniai muszlimoktól, a magukkal hozott értékeket is. A házaikat kifosztották. A falu két mecsetét felgyújtották. A hadművelet során boszniai szerb katonák legalább tíz boszniai muszlimot megöltek. A daytoni békeszerződést követő területfelosztásnál a település, Novi Grad község részeként a Szerb Köztársaság területéhez került. 